# Betty Jane Williams
Betty Jane Williams (Pensilvania, 1919 - 8 de diciembre de 2008) fue una aviadora estadounidense. Trabajó en varios campos en la industria de la aviación a lo largo de su vida y se convirtió en Teniente Coronel cuando se retiró de las Reservas de la Fuerza Aérea de los Estados Unidos en 1979. 
También fue en 1944 una de las mujeres piloto del servicio de la fuerza aérea (WASP) y destacó por su trabajo cinematográfico militar e industrial.

## Biografía
Williams nació en Kingston, Pensilvania en 1919, se interesó en volar después de presenciar a un piloto realizar un truco en 1939. Obtuvo su licencia de piloto en junio de 1941 en el Programa de entrenamiento para pilotos civiles (CPTP). Tras la entrada de Estados Unidos en la Segunda Guerra Mundial, no pudo volar y pasó a ser asistente de vuelo en las aerolíneas Canadian Colonial Airlines . Su compañía la envió a formarse en la Universidad de Vermont y más tarde pasó a enseñar técnicas de vuelo por instrumentos a pilotos de la Marina y del sector civil.
En enero de 1944, se unió a Women Airforce Service Pilots (WASP), donde fue piloto de pruebas, volando aviones fijos para ver si volvían a estar en condiciones de volar. Estuvo estacionada en Randolph Field hasta la desactivación de WASP el 20 de diciembre de 1944.
Entre 1945 y 1947 continuó entrenando a pilotos militares y civiles y  desarrolló un programa para la televisión CBS-TV llamado Let's Go Flying, que se transmitió en 1947.
Durante 1948 y hasta 1952, trabajó como escritora técnica en el campo de la ingeniería aeroespacial y escribió manuales de operaciones de vuelo y tablas de instrucciones visuales para aeronaves militares además de crear crear películas de entrenamiento para aviones militares.
En 1952 cuando estalló la Guerra de Corea se inscribió para servir fue una de las 2 únicas mujeres que fueron seleccionadas para trabajar en el 1354° Escuadrón de Producción de Video. Después de la guerra, Williams se quedó en las Reservas de la Fuerza Aérea.
Entre 1954 y 1974 trabajó como coordinadora de películas para Lockheed California Company.
Después de servir en el ejército durante 28 años se retiró en 1979 con el rango de Teniente Coronel .
Williams murió el 8 de diciembre de 2008 por complicaciones relacionadas con un derrame cerebral en el Centro Médico Providence Tarzana .

## Premios y reconocimientos
- En 1966, Williams fue honrada por la Federación de Mujeres Empresarias y Profesionales de California por su trabajo escribiendo, produciendo y dirigiendo películas industriales y militares.[7]

- En 2006, Williams fue incluida en el Salón de la Fama de las Pioneras Internacionales de Mujeres en la Aviación.[6]